# Mauro Lustrinelli
Mauro Lustrinelli (Bellinzona, 1976. február 26. –) korábbi svájci válogatott labdarúgó.
A svájci válogatott tagjaként részt vett a 2006-os világbajnokságon.

## Sikerei, díjai
Sparta Praha
- Cseh bajnok (1): 2006–07
- Cseh kupagyőztes (1): 2006–07